# Sistema nervoso periférico
O sistema nervoso periférico (SNP) é a parte do sistema nervoso que se encontra fora do sistema nervoso central (SNC). É constituído por fibras (nervos), gânglios nervosos e órgãos terminais. A função do SNP é conectar o SNC com as outras partes do corpo humano. Mais exemplos a baixo
A função deste é levar informações percebidas por órgãos receptores sensoriais (visão, audição, olfato, paladar e tato) até o sistema nervoso central e adequado e trazer resposta deste para os órgãos certos. Está definição se refere ao sistema nervoso periférico.
Os nervos se dividem em três tipos:
- Nervos Sensitivos: são os nervos que têm o papel de transmitir os impulsos nervosos do órgão receptor até ao SNC;
- Nervos Motores: conduzem o impulso codificado no encéfalo (SNC), até ao órgão efetor;
- Nervos Mistos: tem simultaneamente os papeis dos nervos sensitivos e dos nervos motores.

Os órgãos receptores são os órgãos dos sentidos (visão, audição, olfato, paladar e corpúsculos táteis) com conexões nervosas adaptada à transdução dos diferentes tipos de estímulos captados no mundo exterior (ver relação de receptores abaixo discriminados). Já os órgãos efetores são basicamente as glândulas e os músculos lisos e estriados. Podemos agrupar os receptores em:
- quimiorreceptores: recebem estímulos por meio de substancias que permitem o sentido do olfato e paladar;
- fotorreceptores: estímulos luminosos permitem a visão: cores imagens etc;
- termorreceptores: estímulos térmicos, permite o tato, e estão localizadas em diferentes parte do corpo;
- mecanorreceptores: estímulos mecânicos de pressão, permite ser auditivos, táteis ou até mesmo a dor.

Diferentemente do sistema nervoso central, o sistema nervoso periférico não se encontra protegido pela barreira hematoencefálica.
É graças a este sistema  que o cérebro e a medula espinhal recebem e enviam as informações permitindo-nos reagir às diferentes situações que têm origem no meio externo ou interno.
O sistema nervoso periférico organiza-se em plexos e funções e pode ser dividido em duas classes diferentes dependendo da origem ou terminação dos terminais nervosos que o constituem. Se os nervos começarem, ou acabarem, no encéfalo, temos aí os 'pares nervosos cranianos', mas se estes começarem na medula espinhal estamos perante 'pares nervosos raquidianos'. Quanto à funções podem-se distinguir o sistema nervoso autônomo e o somático / sensorial.

## Receptores sensoriais

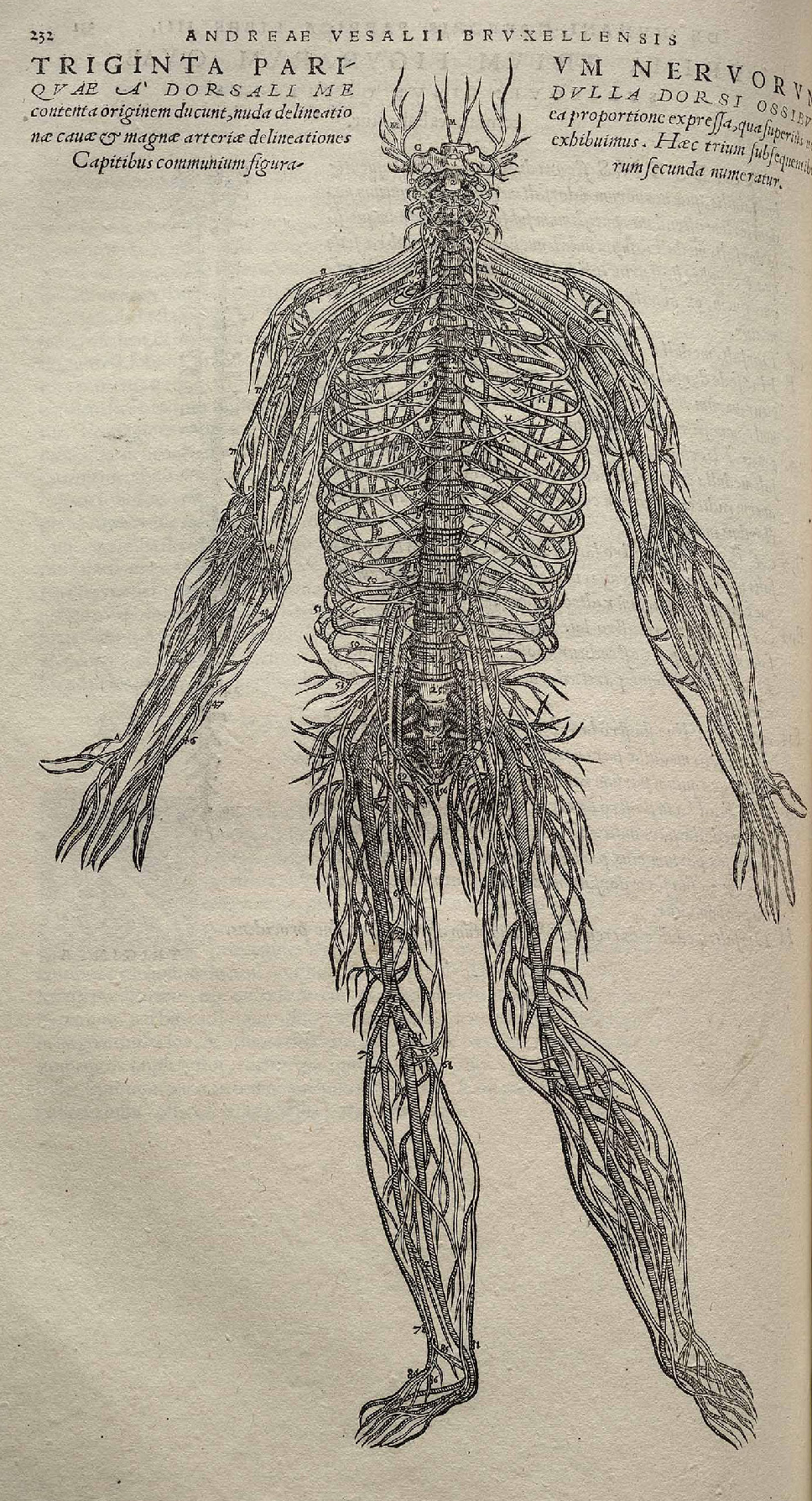
Representação do sistema nervoso periférico por Andreas Vesalius (1543)

- Receptor sensorial
- Fotoceptores
  - Cones
  - Bastonetes
- Membrana timpânica
- Cóclea
  - Órgão de Corti
- Aparelho vestibular
- Quimioceptor
- Papila gustativa
  - Papilas fungiformes
  - Papilas foliáceas
  - Papilas circunvaladas
  - Papilas filiformes
- Termoceptores,
- Mecanorreceptor
  - Corpúsculo de Pacini
  - Corpúsculo de Meissner
  - Disco de Merkel
  - Corpúsculo de Ruffini
- Órgão tendinoso de Golgi
- Fuso muscular
- Terminação nervosa livre